# Gaspero Mazzeranghi
Gaspero Mazzeranghi (XVIII secolo – XVIII secolo) è stato un artigiano italiano.
Fabbro con bottega a Firenze, in Borgo San Jacopo, Gaspero Mazzeranghi lavorò con continuità per il Museo di Fisica e Storia Naturale nell'ultimo quarto del XVIII secolo, soprattutto nella costruzione di arredi e di utensili. Collaborò inoltre alla fabbricazione di strumenti di meccanica, di idraulica, di elettrostatica e, soprattutto, di bilance.